# 사랑이라 하기엔 기분 나빠

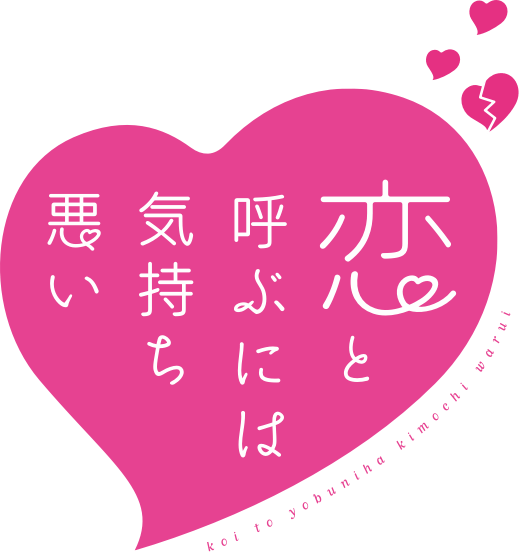

《사랑이라 하기엔 기분 나빠》(恋と呼ぶには気持ち悪い)는 모구스가 원작한 일본의 만화이다. 개명은 「코키모(恋きも)」. 일러스트 투고 사이트 「pixiv」에 2015년 1월 25일부터 10월 17일까지 연재되었다. pixiv 누계 조회수 350만 초과 & 「pixiv 코믹」 베스트 셀렉션 게재작으로 인기를 얻어 2016년 2월에 이치진샤로부터 서적화, 동년 6월 3일부터 pixiv와 이치진샤의 공동 웹 만화 배급 사이트 「comic POOL」에서 연재 개시. 2021년 3월 시점에서 전자판을 포함한 누계 발행 부수는 120만부를 돌파하고 있다.

## 줄거리
평범한 오타쿠 여고생 아리마 이치카가 어느날 지하철역에서 계단에서 굴러 크게 다칠뻔한 남자 한 사람을 구했는데, 알고보니 자기 절친의 10년 연상 오빠인 이케맨 샐러리맨이자 쓰레기 M남 아마쿠사 료였다.
공교롭게도 그날 저녁 친구 집에서 다시 만난 그 사람. 그 사람은 자기를 애 취급하듯 경박한 작업멘트를 날렸지만 이치카는 자기도 모르게 본심에 정직하게 한 마디로 거절한다. 하지만, 이 단호한 거절이 오히려 쓰레기 M남의 스트라이크존에 정확히 꽂히며 이 오빠는 그대로 이치카에게 고백한다. 그리하여 10년 연상 절친의 오빠라는 부담스러운 일방통행 연상남과의 교제가 시작되는데...